# Luca Curatoli
Luca Curatoli (Nápoles, 25 de julio de 1994) es un deportista italiano que compite en esgrima, especialista en la modalidad de sable.
Participó en dos Juegos Olímpicos de Verano, obteniendo una medalla de plata en  Tokio 2020, en la prueba por equipos (junto con Enrico Berrè, Aldo Montano y Luigi Samele), y el quinto lugar en París 2024, en la misma prueba.
Ganó ocho medallas en el Campeonato Mundial de Esgrima entre los años 2015 y 2025, y nueve medallas en el Campeonato Europeo de Esgrima entre los años 2015 y 2025. En los Juegos Europeos de Cracovia 2023 consiguió una medalla de plata en la prueba por equipos.
Estudió Jurisprudencia en la Universidad Internacional Libre de Guido Carli.

## Palmarés internacional
| Juegos Olímpicos   | Juegos Olímpicos      | Juegos Olímpicos  | Juegos Olímpicos  |
| Año                | Lugar                 | Medalla           | Prueba            |
| ------------------ | --------------------- | ----------------- | ----------------- |
| 2020               | Tokio (Japón)         | Medalla de plata  | Sable por equipos |
| Campeonato Mundial |                       |                   |                   |
| Año                | Lugar                 | Medalla           | Prueba            |
| 2015               | Moscú (Rusia)         | Medalla de oro    | Sable por equipos |
| 2017               | Leipzig (Alemania)    | Medalla de bronce | Sable por equipos |
| 2018               | Wuxi (China)          | Medalla de plata  | Sable por equipos |
| 2019               | Budapest (Hungría)    | Medalla de bronce | Sable individual  |
| 2019               | Budapest (Hungría)    | Medalla de bronce | Sable por equipos |
| 2022               | El Cairo (Egipto)     | Medalla de bronce | Sable por equipos |
| 2025               | Tiflis (Georgia)      | Medalla de oro    | Sable por equipos |
| 2025               | Tiflis (Georgia)      | Medalla de bronce | Sable individual  |
| Juegos Europeos    |                       |                   |                   |
| Año                | Lugar                 | Medalla           | Prueba            |
| 2023               | Cracovia (Polonia)    | Medalla de plata  | Sable por equipos |
| Campeonato Europeo |                       |                   |                   |
| Año                | Lugar                 | Medalla           | Prueba            |
| 2015               | Montreux (Suiza)      | Medalla de plata  | Sable por equipos |
| 2016               | Toruń (Polonia)       | Medalla de plata  | Sable por equipos |
| 2017               | Tiflis (Georgia)      | Medalla de plata  | Sable por equipos |
| 2017               | Tiflis (Georgia)      | Medalla de bronce | Sable individual  |
| 2018               | Novi Sad (Serbia)     | Medalla de plata  | Sable por equipos |
| 2019               | Düsseldorf (Alemania) | Medalla de bronce | Sable por equipos |
| 2022               | Antalya (Turquía)     | Medalla de plata  | Sable individual  |
| 2024               | Basilea (Suiza)       | Medalla de plata  | Sable individual  |
| 2025               | Génova (Italia)       | Medalla de plata  | Sable por equipos |